# فيلو البيزنطي
فيلو البيزنطي (280 ق.م–220 ق.م)، المعروف أيضًا بفيلو الميكانيكي هو مهندس يوناني وعالم في الميكانيكا، عاش في النصف الأخير من القرن الثالث قبل الميلاد. أشهر كتبه «الخلاصة الوافية في الميكانيكا» (باللاتينية: Mechanike syntaxis) الذي ضم أبوابًا في الرياضيات والميكانيكا وبناء المرافئ ونظريات في المدفعية وشرح فيه أيضًا أجهزة تعمل بضغط الماء أو الهواء وفصول أخرى عن التحصينات العسكرية وطرق كتابة الرسائل السرية.
وقد اكتشف بحث حديث، أن الكتاب شمل وصف للطاحونة المائية، والتي كان يعتقد أنها اختراع عربي كما وصف فيلو في كتابه في الفصل الحادي والثلاثين تقنية ميزان الساعة.
وفي الرياضيات، عالج فيلو مسألة مضاعفة المكعب، كان حله هو إيجاد نقطة تقاطع قطع زائد مستطيل ودائرة، والذي يشبه الحل الذي طرحه هيرو السكندري بعد عدة قرون.